# Bibracte

Plano de la ciudad: los nombres de los lugares se corresponden con las denominaciones actuales, y las curvas de nivel están medidas a la altura de las cumbres.

Bibracte fue la capital del pueblo celta de los heduos desde finales del siglo II a. C. hasta finales del siglo I a. C. Centro neurálgico del poder de la aristocracia hedua, fue también una importante ciudad comercial y artesanal donde se concentraban mineros, herreros y expertos en acuñar monedas, en una superficie de cerca de 135 hectáreas.
Este importante lugar estaba situado en la actual comuna de Saint-Léger-sous-Beuvray (Saona y Loira), en el Morvan, en la cumbre del Monte Beuvray (comúnmente conocido como el Beuvray en la región). La vieja ciudad estaba ubicada en la confluencia de las cuencas del Saona, Yonne, Sena y Loira. El Beuvray está constituido por tres cumbres: el Theurot de la Wivre, el Theurot de la Roche y el Porrey que es el punto culminante. El lugar alberga el museo de la civilización celta, que resucita la vida de este oppidum fortificado habitado por 5000-10 000 personas, que las excavaciones arqueológicas realizadas en el Monte Beuvray han revelado gradualmente. La conservación y gestión del lugar son efectuadas por la Sociedad Anónima de Economía Mixta Nacional (SAEMN) epónima del lugar, y que se convirtió en una institución pública en 2007.
Está catalogado como un Grand site national de Francia.

## Etimología
El origen de la palabra Bibracte es aún bastante mal conocido. Este término puede que derive del galo biber (castor) o del latín biffractus (fortificación doble). Esta última versión es, sin embargo, más incierta, tanto desde un punto de vista estratégico como histórico. En realidad, es muy difícil proteger un baluarte a lo largo de varios kilómetros y la utilización de una doble muralla no está en consecuencia justificada. Además, el recinto de la ciudad fue estrechado, puesto que las medidas de datación han permitido demostrar la anterioridad de la muralla exterior respecto a la muralla interior (véase el plano). El paramento de piedra del recinto exterior fue reutilizado para la construcción del segundo muro. No está documentado que Bibracte tuviera simultáneamente dos recintos amurallados.

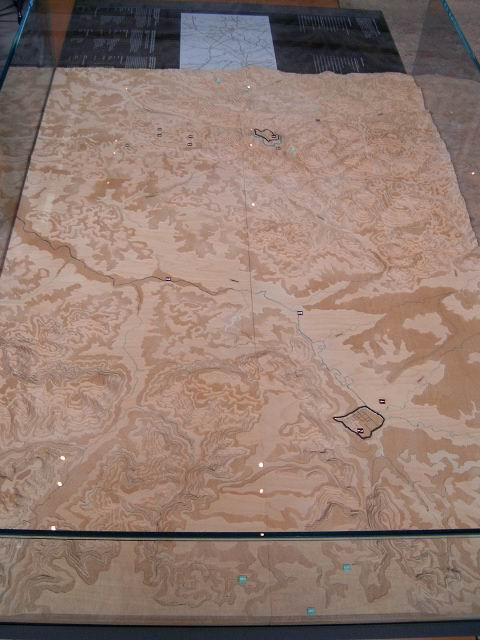
Bibracte al fondo y Autun en primer plano.

Otra explicación podría provenir de tres inscripciones dedicadas a la diosa Bibracte que fueron halladas en Autun en el siglo XVII. Desafortunadamente, dos de las inscripciones talladas en piedra han desaparecido; la tercera, grabada sobre un medallón de latón, siempre ha sido objeto de debate sobre su autenticidad. Las antiguas querellas sobre la localización de Bibracte quizás llevaran a los eruditos de la época a fabricar falsificaciones para justificar el emplazamiento del oppidum heduo en el sitio de Autun (la antigua Augustodunum), que fue la capital del pueblo heduo en el siglo I. De todos modos, el misterio sobre los orígenes de Bibracte permanece intacto.

## Descubrimiento de Bibracte
La primera vez que se mencionó al oppidum galo fue cuando el general de la República de Roma, Julio César, escribe acerca de él en su obra De Bello Gallico. César menciona a Bibracte en una ocasión más (52 a. C.), cuando se pregunta acerca de las intenciones de sus aliados heduos, los cuales se unieron a la revuelta y coronaron rey de los galos a Vercingétorix en el oppidum. El bastión heduo no vuelve a ser mencionado de nuevo a partir de esta fecha. Las inscripciones de la época del principado del emperador Augusto registran que la capital hedua recibía el nombre de Augustodunum («la ciudadela de Augusto»); de este nombre deriva la actual Autun.
A partir del siglo XVI, nació entre los investigadores, aristócratas y religiosos un deseo de conocer su pasado. Las inquietudes de estos hombres llevaron a la búsqueda del emplazamiento de Bibracte. Fue entonces cuando chocaron dos hipótesis. Una de ellas defendía que Bibracte debía ubicarse en Autun, la ciudad gala situada en el emplazamiento de la urbe galorromana, mientras que la otra que estaba en las laderas de Beuvrect o Bevrect, el actual Monte Beuvray. Esta última se apoyaba en tres importantes argumentos:
- En primer lugar hay un gran parecido entre las palabras Bibracte y Beuvrect.
- Segundo, esta hipótesis evoca una tradición transmitida por las crónicas medievales, la cual situaba el oppidum en Beuvrect. Esto se ve reforzado por la existencia de una feria anual los primeros miércoles, jueves y viernes de cada mayo, y cuya antigüedad data de antes del siglo XIII.
- Por último, la cerámica y las monedas halladas en la zona, unida a las observaciones realizadas por el sacerdote de Saint-Léger-sous-Beuvray en 1725 defienden dicha hipótesis.[3]

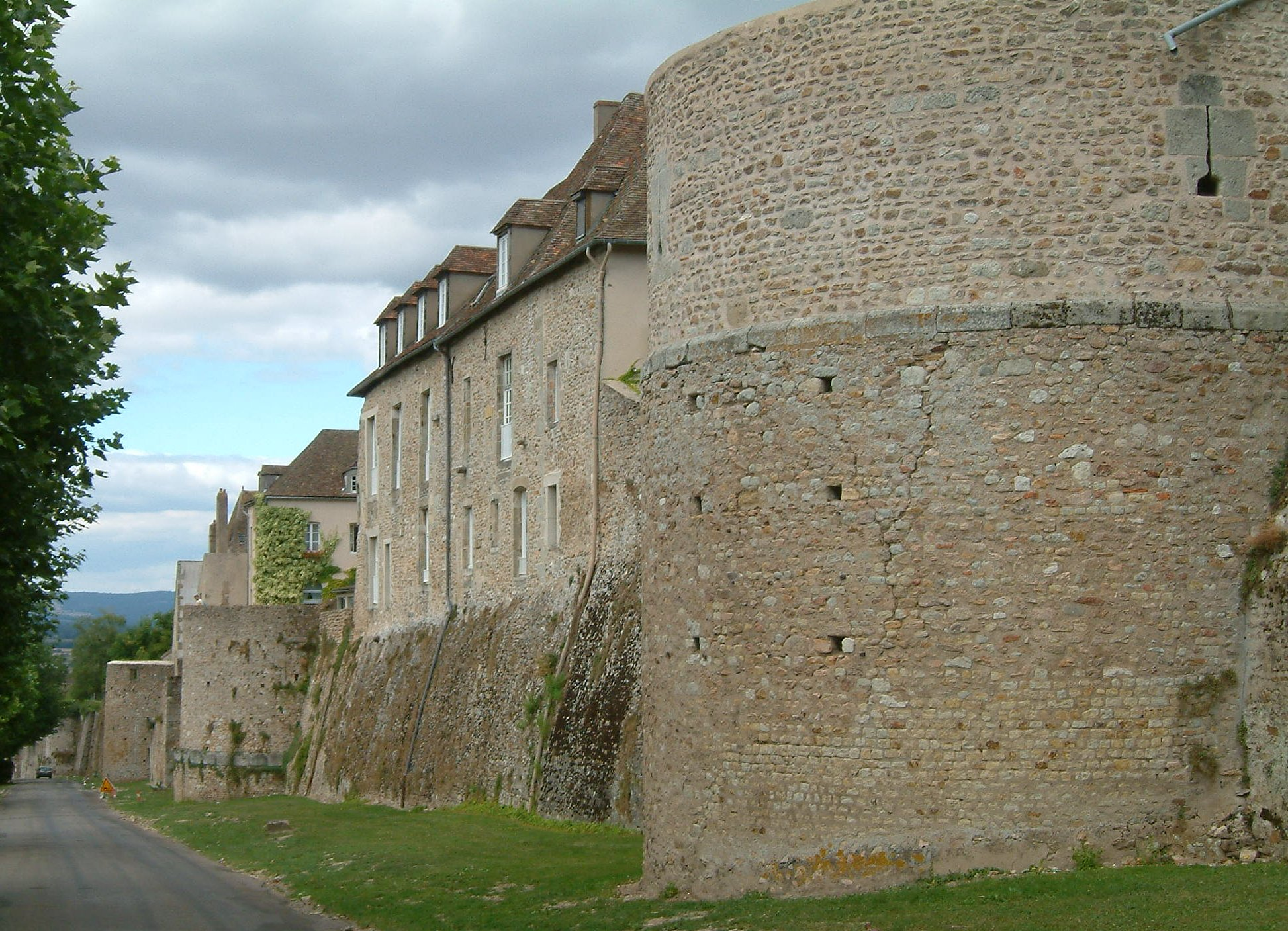
Murallas galorromanas de Autun.

En términos generales, fue la hipótesis de Autun la que recibió una mayor aprobación en un principio. Además, Autun fue rebautizada como Bibracte tras la revolución, nombre que mantuvo durante algún tiempo. Habrá que esperar al siglo XIX y a las investigaciones dirigidas por Jacques Gabriel Bulliot para que la situación se torne a favor de la hipótesis del Monte Beuvray. En 1851, Bulliot decidió comunicar una noticia en el Congreso de la Sociedad Francesa de Arqueología acerca de una antigua capilla (la capilla de San Martín, ubicada en el Monte Beuvray). Esta noticia iba encaminada a tratar el tema de la cristianización de la nación hedua. Bulliot regresó a Beuvray a fin de conseguir más información. El arqueólogo descubrió entonces lo que pensó que era el talud de un campamento romano (aunque era en realidad un nemeton) en una cumbre cerca de la capilla. Tras documentarse exhaustivamente, y posicionándose en contra a la opinión unánime de la Sociedad, Bulliot ubicó el emplazamiento de Bibracte en el Beuvray, y no en Autun. La publicación de su Essai sur le système défensif des Romains dans le pays éduen entre la Saône et la Loire no le proporcionó más que burlas entre los miembros de la Sociedad de Arqueología.

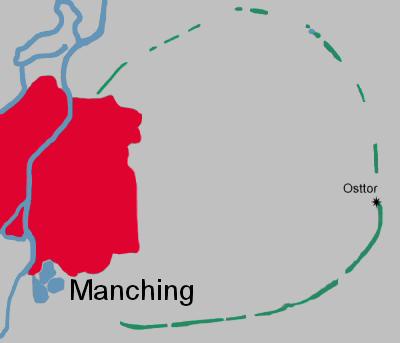
Influencia del oppidum de Manching (en verde) sobre la población (en rojo).

Sin embargo, sería el interés del emperador Napoleón III acerca de las batallas de la Guerra de las Galias el que aceleraría las cosas. De hecho, Bulliot fue visitado por un funcionario del emperador llamado Stoffel, al que Napoleón había encargado efectuar las excavaciones en la zona donde se produjo la victoria romana sobre los helvecios. Aunque Bulliot compartía con Stoffel sus convicciones acerca de la ubicación de Bibracte, éste le prestó poco interés y confió a otro miembro de la sociedad de arqueólogos, Xavier Garenne, la misión de efectuar las investigaciones en Beuvray. Paralelamente, el propietario de estas tierras, el vizconde de Aboville, llevó a cabo sus propias investigaciones y mostró los resultados de las mismas al Arzobispo de Reims, miembro de la sociedad de arqueólogos y amigo de Bulliot a pesar de sus diferencias acerca del asunto de Bibracte. Interesado en las excavaciones, Bulliot apeló al emperador que, en 1867, asignó fondos al arqueólogo a fin de que dirigiera la búsqueda en el Beuvray.
Bulliot investigó el lugar de 1867 a 1905, disipando todas las dudas acerca del emplazamiento de Bibracte. Su sobrino Joseph Déchelette inició una serie de excavaciones que durarían hasta 1907, e hizo una comparación de Bibracte con otros lugares de Europa, tales como Strakonice en Bohemia, Manching en Alemania y Velem-Zenst-Vid en Hungría. Por todo ello, es considerado uno de los precursores de la unificación cultural del mundo celta y de la civilización de los oppida.

## Historia deloppidum

### Cronología del poblamiento de Beuvray

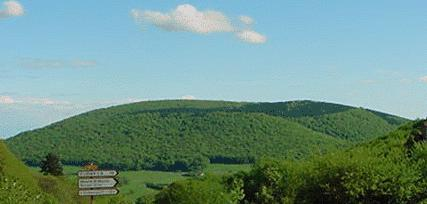
Vista del Monte Beuvray.

Las excavaciones de la puerta de Rebout han permitido descubrir una sucesión de cinco construcciones, y las más antiguas de ellas atestiguan la presencia humana en el monte Beuvray (o Beuvray) desde el neolítico. No obstante, las técnicas de datación han revelado que el oppidum fue fundado hacia finales del siglo II a. C. sobre una superficie de 200 hectáreas, protegida por la muralla exterior. Una segunda construcción interior amurallada fue erigida después por razones desconocidas.
Como los heduos habían obtenido el estatus de «amigos del pueblo romano», los contactos con los comerciantes de Roma son plausibles antes de la conquista de la Galia por Julio César. Este estatus privilegiado logró que Bibracte no sufriera ningún conflicto:
en 58 a. C., a 25 km al sur de la ciudad, en Montmort, el ejército de Julio César alcanzó la victoria sobre los helvecios, forzándoles a regresar a Helvecia (Suiza). Y paulatinamente fueron incorporados en lo que en un futuro llegaría a ser el Imperio romano. A pesar de todo, una concentración de tropas de Vercingétorix en 52 a. C., durante una asamblea de los pueblos de la Galia en Bibracte, le confió el mando supremo de los ejércitos galos, César trató a la ciudad con miramiento después de su victoria en Alesia. Se alojó allí durante el invierno de 52-51 a. C. para redactar sus Comentarios a la guerra de las Galias. Dicha obra menciona el nombre de algunos altos personajes de la aristocracia hedua, como Dúmnorix, vergobreto de los heduos, y su hermano, el druida Diviciaco. La ciudad alcanzó su plenitud durante los decenios siguientes a la guerra.

Galia en el a. C.

El geógrafo Estrabón —que vivió una generación después de César— señala a Bibracte como plaza fuerte de los heduos.
Después de la fundación de Autun (Augustodunum), alrededor del año 15, durante el Principado de Augusto, a 25 km, Bibracte fue poco a poco abandonada por sus habitantes. Sin embargo, los cultos pervivieron en los templos y junto a las fuentes; las viviendas aristocráticas se mantuvieron. Se han aventurado dos hipótesis sobre que el abandono del lugar fue progresivo durante algunos decenios. Esta emigración fue tal vez debida a razones económicas o a la voluntad de integración en el modelo romano; una parte de la clase dominante hedua, ya prorromana durante la Guerra de las Galias, tomó conciencia de la importancia estratégica de la nueva ciudad situada en los principales nudos de comunicación y quiso adaptarse al modelo romano de las ciudades de planicies, mientras que una población más tradicional permaneció algún tiempo en el lugar.
Queda constancia en textos del siglo XIII de que subsistió una feria agrícola cada primer miércoles del mes de mayo.
Entre los siglos XV y XVI, un convento de los franciscanos conventuales se levantó en el monte Beuvray. Fue abandonada, pero la feria perduró.

### Influencia y poder deloppidum
Por otra parte, la creación del tipo beuvraisien, término hoy abandonado puesto que no corresponde a ninguna realidad histórica, la potencia de la capital hedua es relatada en los Comentarios a la guerra de las Galias, que subrayan las numerosas alianzas de los heduos con los pueblos vecinos. Julio César menciona también las guerras que enfrentaron a los heduos con los arvernos y los sécuanos por la hegemonía sobre una gran parte de la Galia. Estas menciones no son banales, ya que  Roma era aliada de los heduos, «sus hermanos de sangre», desde por lo menos el siglo II a. C. Mantuvieron además lazos comerciales y alianzas guerreras: Roma socorrió a los heduos en el siglo II aplastando al ejército arverno y respondió a su llamada contra la invasión helvecia de Galia que condujo a la Guerra de las Galias.

La confederación hedua.

Además de su poderosa alianza con Roma, los heduos formaban parte de una confederación de tribus celtas, cuya influencia se extendió por gran parte del territorio galo. Dicha confederación estaba formada por:
- Los ambarros (Ain)
- Los aulercos branovices
- Los belóvacos
- Los bituriges (Berry)
- Los parisios
- Los segusiavos, pueblo limítrofe con los arvernos
- Los senones (Sens).

Demográficamente, las estimaciones arqueológicas cifran la población del Beuvray entre 5000 y 10 000 personas en su momento más álgido.

#### Comercio
En su Historia de la Galia, el historiador Camille Jullian escribe algunas líneas acerca de los heduos.

Bibracte, estoy seguro de ello, fue el punto de partida y casi con seguridad, la garante de su poder. Alrededor de Bibracte existían muy buenas carreteras que unían las tres grandes cuencas fluviales de Francia.

De este modo, los productos romanos remontaban el Ródano (los cursos fluviales eran los más rápidos de la época) y a continuación, circulaban a través del Saona, el Loira o el Allier, atravesando el territorio de los heduos antes de reincorporarse a las cuencas del Loira y el Sena. Los heduos se encontraban en una importante encrucijada comercial entre el mundo celta y Roma, especialmente teniendo en cuenta que el Beuvray dominaba los valles del Loira y el Saona. Toda esta concatenación de factores permitió la difusión de los productos romanos a través de la Galia romana a partir del siglo II a. C. De ese modo, se estableció un próspero comercio entre los pueblos que integraban la confederación celta y el bloque comercial formado por Roma y las colonias griegas mediterráneas, como Massilia. Las relaciones comerciales entre los pueblos anteriormente citados se ponen de manifiesto a través de las grandes cantidades de ánforas y cerámicas provenientes de Italia que se han hallado en tumbas y casas de la Galia.
Tal y como registran los escritos de César, los heduos establecieron un sistema de aduanas que gravaba los productos que atravesaban su territorio.

Que se trataba, precisamente de Dúmnorix, un hombre de una osadía notable, con gran predicamento entre su gente por su generosidad, ávido de cambios políticos. Que durante muchos años había tenido arrendados, por un precio exiguo, los derechos portuarios y restantes impuestos de los heduos, gracias a que cuando licitaba nadie se atrevía a pujar contra él.

De hecho, los heduos y los sécuanos se disputaron el control del Arar, pues el control del río permitía cobrar impuestos a los productos celtas y romanos que lo atravesaban para luego dirigirse al norte.

#### Política

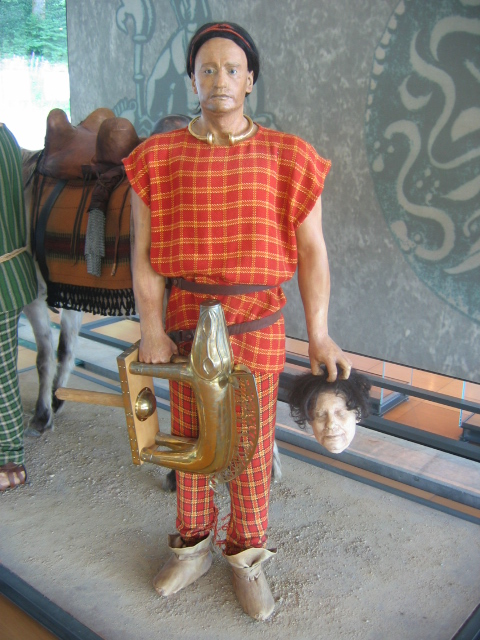
El jefe heduo Dúmnorix, en el Museo de la civilización céltica, en Bibracte.

El sistema político de los heduos ha sido en esencia reconstruido gracias a las indicaciones diseminadas en los Comentarios a la guerra de las Galias. A la cabeza del Estado heduo estaba un senado, compuesto por un miembro de cada una de las familias aristocráticas heduas. Lo que hoy en día sería el poder ejecutivo era ejercido por el vergobreto, magistrado supremo que ejercía sus funciones durante un año. Tenía prohibido salir de las fronteras del territorio durante este periodo, lo que le impedía comandar el ejército fuera de las fronteras. Esta medida, por lo que se permitía una única vez a cada familia aristocrática al senado, era para impedir que un individuo o su familia acaparara las riendas del poder. El vergobreto era elegido públicamente por un consejo dirigido por los druidas. Parece que este magistrado ejercía también un papel judicial, puesto que César refiere que tenía «derecho de vida y muerte sobre sus  conciudadanos». Además, se cree que el vergobreto era responsable de la administración del territorio. César precisa que eran los druidas los que ejercían dichos cargos: «Ellos estiman que la religión no permite confiar a la escritura la materia de sus enseñanzas, mientras que para el resto de asuntos, en general, para los actos administrativos públicos y privados, se servían del alfabeto griego.» Ninguna excavación ha podido encontrar dichas actas, cuyo soporte era de madera recubierta de cera, por tanto perecederas.
Se sabe también que los druidas ocupaban altos cargos, ya que Diviciaco fue a Roma para defender la causa hedua durante la invasión germana dirigida por Ariovisto a sueldo de los sécuanos. También estuvo al frente de la caballería hedua durante la guerra de las Galias tras la muerte de su hermano Dúmnorix. Se supone que algunos druidas ocupaban altas funciones guerreras.

## Investigación arqueológica en el Monte Beuvray
De 1865 a 1895, Gabriel Bulliot identificó Bibracte en 1867 y empezó las excavaciones (sobre todo en el barrio artesanal celta en los alrededores de la puerta de Rebout), con la ayuda de fondos asignados por Napoleón III. El emperador francés, un apasionado de la historia, emprendió vastas campañas de excavaciones para encontrar los lugares de la Guerra de las Galias, con el fin de editar su Histoire de Jules César. El modesto «Hôtel des Gaules» hospedó a su descubridor y ha sido reconstruido con posterioridad. Joseph Déchelette, nieto de Bulliot, reanudó los trabajos de 1895 a 1907. Murió durante la Primera Guerra Mundial, y las excavaciones cayeron en el olvido.
En 1984, las excavaciones fueron reemprendidas bajo el impulso de François Mitterrand, quien proclamó Bibracte sitio de interés nacional en 1985. Este término inventado para la ocasión, permitió la subvención. La etiqueta de «intérêt national» fue creada después para designar las exposiciones o los lugares que se beneficiaban de un programa de difusión y de ampliación del público dirigida por el ministerio de Cultura. Esto dio pronto el impulso necesario para un proyecto de excavaciones de amplitud europea. Se creó en 1989 el Centro arqueológico del Monte Beuvray, para agrupar el sitio, el museo y el centro de Glux-en-Glenne. Fue inaugurado en 1995. Por orden del 21 de marzo de 1995, el ministro de Cultura, con el dictamen del Consejo nacional de investigación arqueológica, confirmó, en la lista de los emplazamientos arqueológicos de interés nacional, el oppidum de Bibracte (Mont-Beuvray, Saint-Léger-sous-Beuvray; Saône-et-Loire; Glux-en-Gienne; Nièvre). Las excavaciones en marcha están dirigidas por Vincent Guichard, y varios equipos franceses y extranjeros han puesto todos los medios; las excavaciones se concentran sobre todo en el barrio galo de Rebout, en el vasto complejo galorromano de la Pâture du Couvent y la tumba romana del Parc aux Chevaux.
Así, especialistas, investigadores, profesores y estudiantes venidos de todos los lugares de Europa se reúnen aquí cada verano con el objeto de explorar diferentes lugares de la vieja capital hedua. Son, entre otros:
- Alemania: Universidades de Kiel, Leipzig, Ingolstadt y Maguncia
- Austria: Universidad de Viena
- Bélgica: Universidad de Bruselas
- Eslovenia: Universidad de Liubliana
- España: Universidades de Madrid y Zaragoza
- Francia: Universidades de Besanzón, Dijón, París I, París IV y Tours
- Hungría: Universidad de Budapest
- Italia: Universidad de Bolonia
- Polonia: Universidad de Rzeszów
- Reino Unido: Universidad de Edimburgo
- República Checa: Universidad Masaryk
- Suiza: Universidad de Lausana

Cada universidad excava el sitio en proyectos trienales enfocados hacia la comprensión del modo de funcionamiento de una ciudad celta del periodo de la Tène. Sus investigaciones constan de un trabajo de campo de algunas semanas, seguido de un estudio detallado de la excavación y de los objetos descubiertos, que serán almacenados después en el centro de investigaciones.

### Exploración arqueológica del Monte Beuvray
La rudimentaria técnica de prospección empleada por Bulliot consistía en observar los accidentes del terreno, pues el monte no había evolucionado prácticamente desde esa época. Esto le permitió percatarse de la existencia del sistema de murallas del oppidum sin haber excavado apenas. Además, Bulliot estaba ayudado por un grupo de topógrafos que realizaron una serie de estudios sobre el terreno. Solo una cuarta parte de la antigua dimensión del Porrey se ha conservado hasta nuestros días.
En los últimos años se ha empleado la misma técnica que en el Porrey, aunque los expertos se han valido de instrumentos más precisos, tales como el teodolito o el GPS. La prospección aérea o electromagnética se ha visto impedida por la proliferación de vida vegetal que experimenta el monte desde el cese del pastoreo y de las excavaciones de Déchelette, acentuada por su ideal clima. En 2007 se empleó una técnica mucho más rápida aunque también más cara: el escáner láser aerotransportado, que permite anular la influencia de la vegetación e investigar en pocos minutos lo que normalmente supondría varias semanas. Esto se llevó a cabo con el fin de hacerse una idea general de la disposición de la ciudad y de la topografía del lugar.

## Organización deloppidum
Las investigaciones efectuadas por Bulliot y Déchelette a finales del siglo XIX y a principios del siglo XX han revelado la existencia de una organización por barrios en el lugar; los edificios se ubicaban a lo largo de una calle principal que iba de la Puerta de Rebout a las Grandes Puertas. Dicha organización difiere de la de otros oppida, como la de Manching, donde existe un entramado urbano regular; el relieve del terreno explica que las murallas cercaran tres cumbres, de las que algunas de las pendientes son relativamente abruptas.
Desde 1984, las excavaciones parecen confirmar en líneas generales las hipótesis de Déchelette y Bulliot, aunque aportando ciertos matices.

### Las defensas

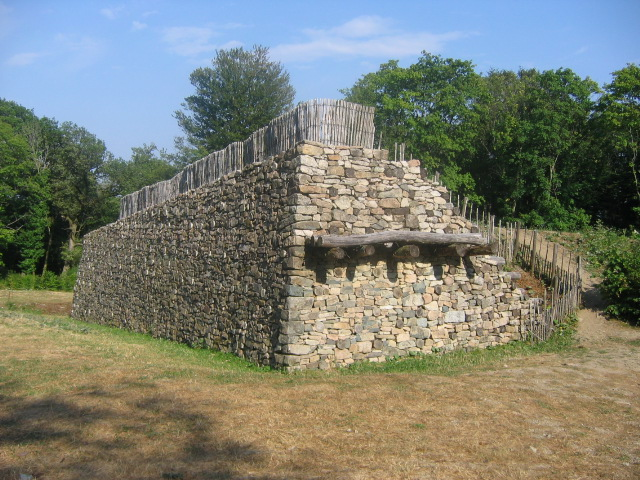
La Puerta de Rebout, reconstrucción de un murus gallicus.

Bibracte estaba protegida por fuertes murallas del tipo del Murus Gallicus, cuyas excavaciones han permitido reconstruir la historia. La ciudad ha visto sucederse dos recintos diferentes y por lo menos cinco reparaciones del recinto interno, revelados por el estudio de la puerta de Rebout. Desconcierta que este recinto interno sea posterior al recinto externo. La ciudad redujo su superficie de 200 a 135 hectáreas.
El primer recinto (el recinto interno del plano inferior), descubierto por Bulliot, es un Murus Gallicus, que delimita une superficie de 135 hectáreas, con una muralla de 5 km de longitud. Se estima que la construcción del muro necesitó cantidades imponentes de más de 10 000 metros cúbicos de madera, entre 10 000 y 20 000 m³ de tierra y una treintena de toneladas de hierro.
El segundo recinto, asombrosamente anterior al primero y que cercaba una superficie de 200 hectáreas, ha sido objeto de excavaciones a partir de 1992 para las primeras catas. Estas excavaciones arqueológicas han revelado que la muralla tenía una altura de 4 a 5 metros sin el remate, desconocido aún (¿empalizadas, torres...?), estaba precedido de un foso de 2 a 4 metros de fondo con una anchura de 6 a 10 metros. Se ha realizado un estudio desde 1995 hasta 2002 con numerosas catas a lo largo de dicho foso por la Universidad de Viena. Los investigadores han podido constatar que esta muralla era un Murus Gallicus que fue desmantelado para construir el muro interno. La datación es imprecisa y sitúa este hecho durante el siglo II. Las excavaciones han sacado a la luz una poterna al nivel del Porrey, que es la única que se conoce para fortificaciones del tipo del Murus Gallicus.

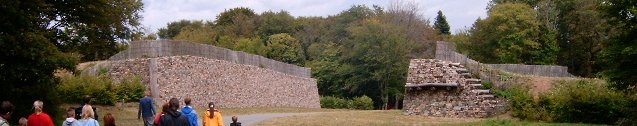
Muros de Bibracte.

La muralla está jalonada con una quincena de puertas, como la famosa Puerta de Rebout (20 m de ancha por 40 m de profundidad). Primer lugar excavado por Bulliot durante 9 semanas, la Puerta de Rebout fue la primera obra de las nuevas excavaciones empezadas en 1984, que continuaron hasta 1986 con el estudio de los fosos contiguos a las murallas. Estas han revelado la existencia de cinco niveles de reparaciones diferentes, como una empalizada del neolítico (datada mediante carbono 14). Dicha empalizada ha sido objeto de una reconstrucción en 1996 que marcó la entrada ahora del antiguo oppidum. Actualmente, las excavaciones no han permitido detectar el rastro de un sistema de cierre de la puerta, ni de dispositivo defensivo de esta. Ciertas hipótesis avanzan la idea de una doble puerta coronada por una torre de guardia, hecha de madera, del tipo del oppidum de Manching, pero nada ha podido confirmarlo.
Las últimas excavaciones de las murallas, desde 2005, se han concentrado en una línea de fortificación más abajo de la Puerta de Rebout. Se han excavado casi totalmente los dos bastiones que flanquean esta puerta. En el emplazamiento de dichos bastiones se han identificado cuatro murallas y se han explorado las estructuras situadas ante ella. Será estudiada en el curso de próximas campañas de excavaciones. Paralelamente, los enclaves funerarios aristocráticos han sido hallados en las dos líneas de murallas.

### Barrio artesanal de la Côme Chaudron y del Champlain
Las excavaciones, reemprendidas a partir de 2000 en los barrios conocidos con los nombres de la Côme Chaudron y del Champlain, próximos a la Puerta de Rebout, han revelado un barrio consagrado a la metalurgia y a las viviendas de los artesanos. El trabajo de los metales parece que era muy especializado, pues allí había herreros, broncistas y esmaltadores, orfebres y acuñadores de monedas, cuyos talleres habían sido ya señalizados por Bulliot.
Las excavaciones en el sitio del monte Beuvray, al nivel del Champlain, y en los macizos montañosos de los alrededores comienzan a revelar la existencia de minas de extracción de metales como el oro, el hierro y el estaño. Estos descubrimientos persiguen e intentan localizar los talleres de fundición de los metales extraídos en el exterior del oppidum. Vista la especialización de los talleres de Bibracte, parece que los metales llegaban en barras que eran coladas en el exterior.
Se ha encontrado otro barrio artesanal al nivel de una de las cumbres del lugar, en la roca del Dragón heráldico, zona que apenas había sido sondeada durante las excavaciones de Bulliot y Joseph Déchelette. Este barrio será objeto de futuras campañas arqueológicas que intentarán determinar su funcionamiento.

### Viviendas

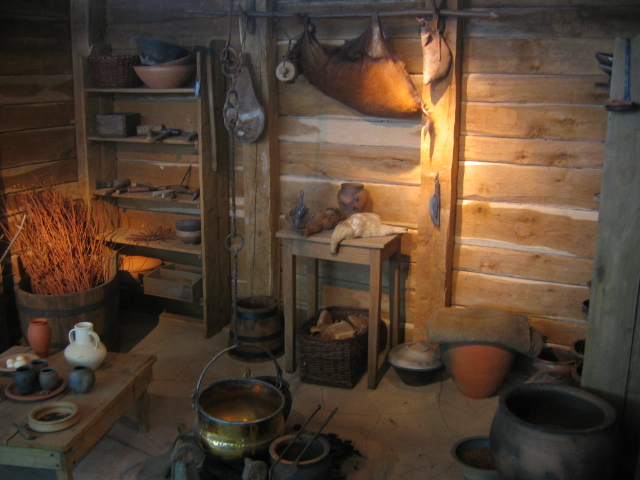
Hipotética reconstrucción de una vivienda gala. Museo de la Civilización Celta.

Compuesta principalmente por madera y tierra, la vivienda gala empleaba en su construcción un pequeño porcentaje de piedra, usada mayoritariamente en la edificación de murallas. No obstante, se sabe poco acerca de su estructura a causa de la deficiente conservación de la madera. Existen edificios construidos en piedra en el barrio que albergaba las caballerizas, probablemente viviendas aristocráticas y edificios públicos. Se cree que fueron erigidos durante la Guerra de las Galias.

### Parc aux Chevaux(aprisco para los caballos)
En el centro del Monte Beuvray, la planicie llamada Parc aux Chevaux (aprisco para los caballos) alberga varias casas de piedra, de factura romana, que fueron excavadas en el siglo XIX, como, por ejemplo, la residencia mansión PC1, designada así por Jacques Gabriel Bulliot, era una auténtica «mina de oro» para los arqueólogos. Esta evolucionó de una construcción de madera (de inspiración romana) a una domus con un atrium, impluvium, pórticos y termas calentadas mediante un hipocausto, así como una red de alcantarillado. En su fase final, la residencia medía 55 m × 67 m, cubriendo una superficie de unos 3500 m², es decir, alrededor de cuatro veces el tamaño de las domus encontradas en el sitio de Pompeya. Se estima que hubo una quincena de domus en esta zona, como la PC2, de un tamaño más pequeño, situada enfrente de la PC1, al otro lado de calle central. También se hallaron hábitats del tipo de villas rústicas (las villas rurales itálicas), como la PC33. Sin embargo, no se sabe con exactitud si fue un barrio residencial únicamente reservado a una élite, puesto que las excavaciones han revelado la presencia de forjas cerca de los domus.

### El estanque y su entorno

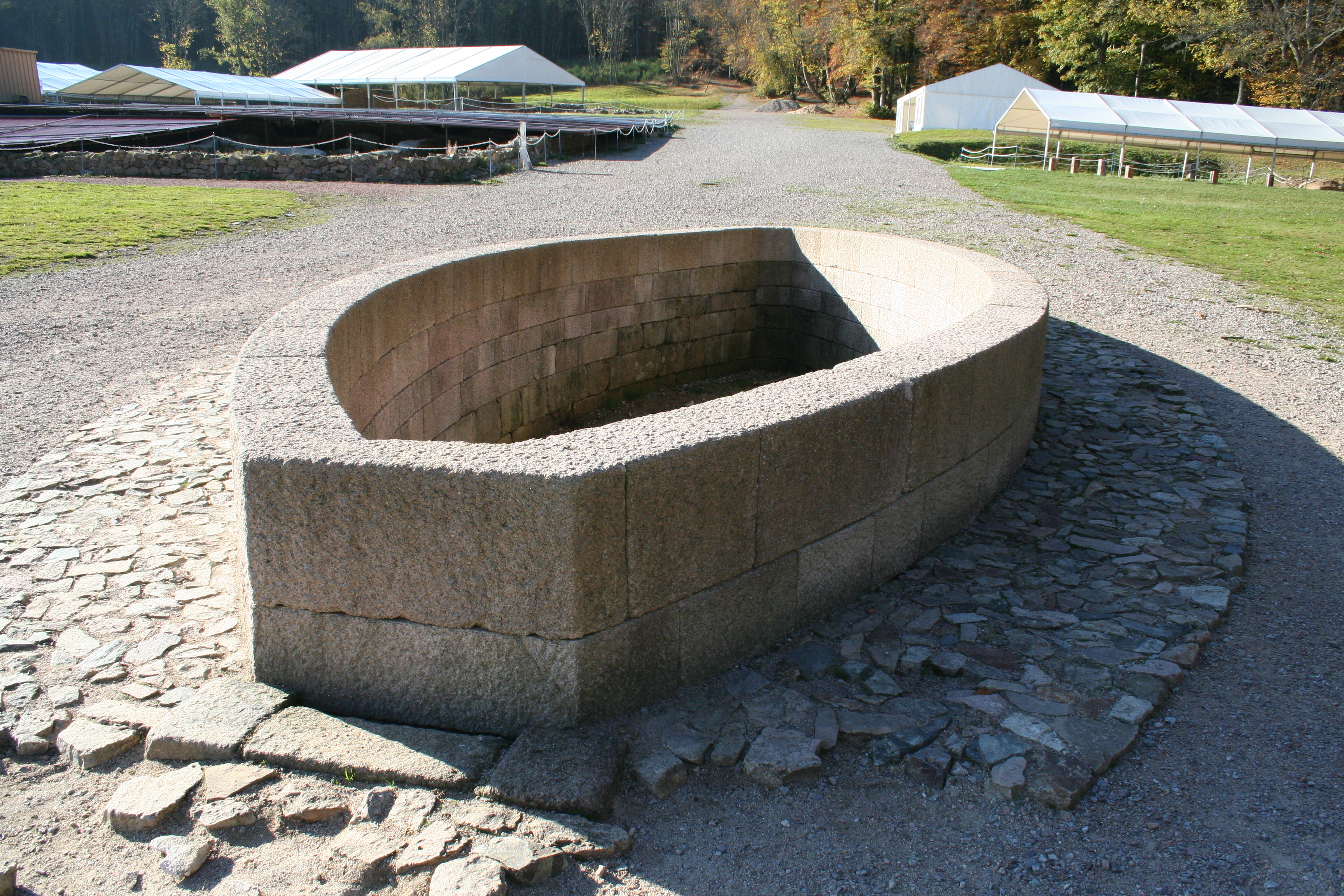
Estanque monumental de Bibracte.

En el centro de la calle principal, a la altura de la Pâture du Couvent (Prado del Convento) se alza este estanque monumental de granito rosa, cuya orientación transversal corresponde a la salida del Sol durante el solsticio de invierno y a la puesta de Sol durante el solsticio de verano. La evacuación de las aguas se hacía por la entrada norte, y más abajo continuaba mediante una canalización. No ha sido aún descubierto el aprovisionamiento de agua potable:
- el estanque está impermeabilizado por una capa de arcilla roja que excluye de hecho la alimentación mediante una fuente.
- no se ha hallado ninguna canalización de aprovisionamiento

Se conoce el principio geométrico de elaboración del estanque: intersección de dos círculos con las relaciones de largo precisas de un triángulo de Pitágoras, uniendo el centro del círculo, el centro del estanque y una extremidad de éste. No obstante, su utilización es aún desconocida: ¿punto sagrado de la fundación de la ciudad? ¿culto al agua? Además, según algunos especialistas, esta manera de tallar el granito no es habitual y se basa en los principios de talla mediterránea de la caliza. Los heduos recurrieron, sin duda, a extranjeros para realizar el estanque.
Todo esto concuerda con hacer de este estanque un monumento no habitual en la arquitectura celta.

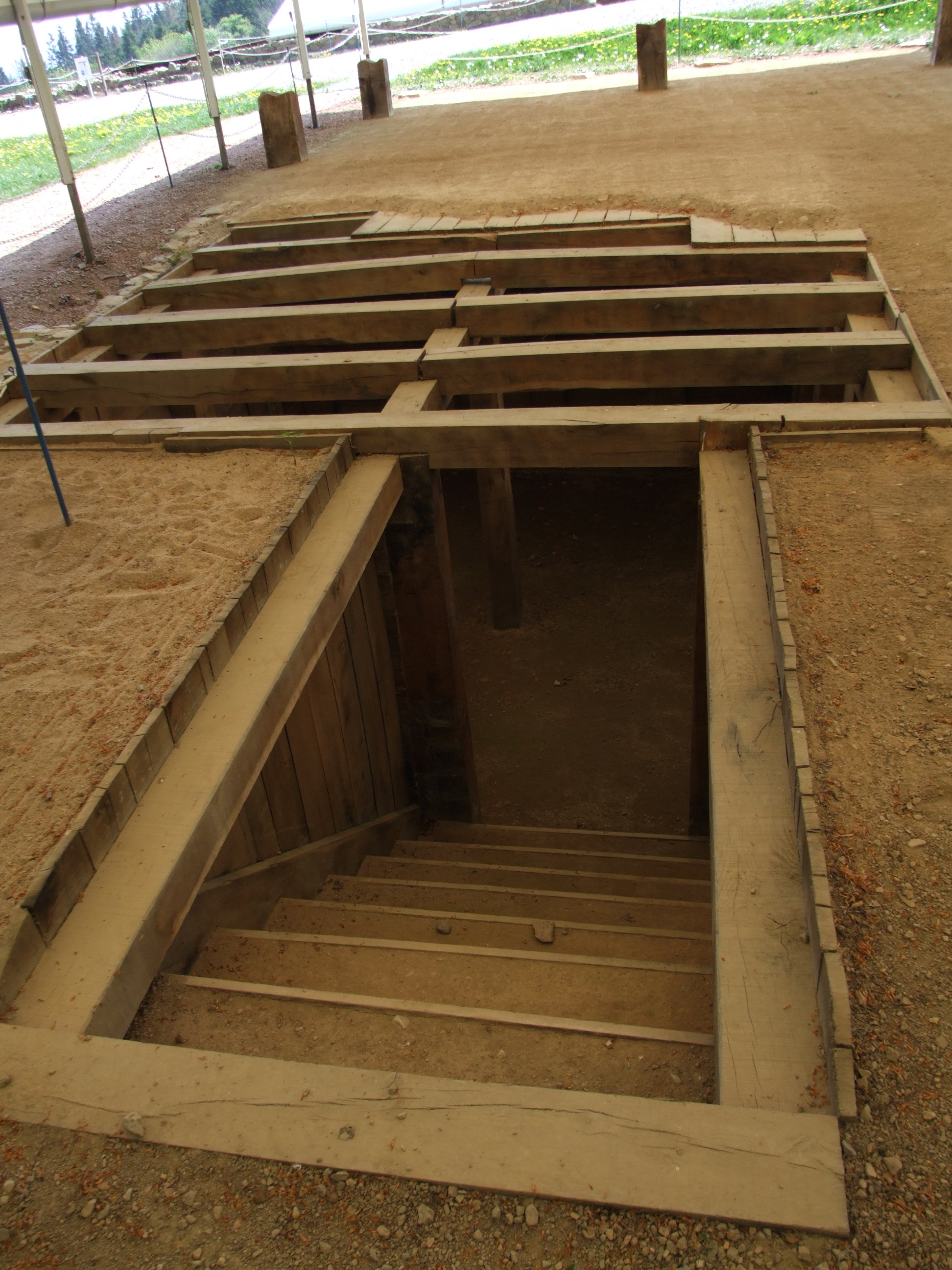
Reconstrucción de una bodega en el barrio de la Pâture du Couvent (Prado del Convento).

En las cercanías del estanque, se han hallado numerosas bodegas y edificios públicos que almacenaban grandes cantidades de cereales, y de vinos importados de países meridionales. Ha sido reconstruida una de las bodegas de madera. En estos edificios, los heduos, centralizaban sus cosechas e importaciones.

### Lugar de culto

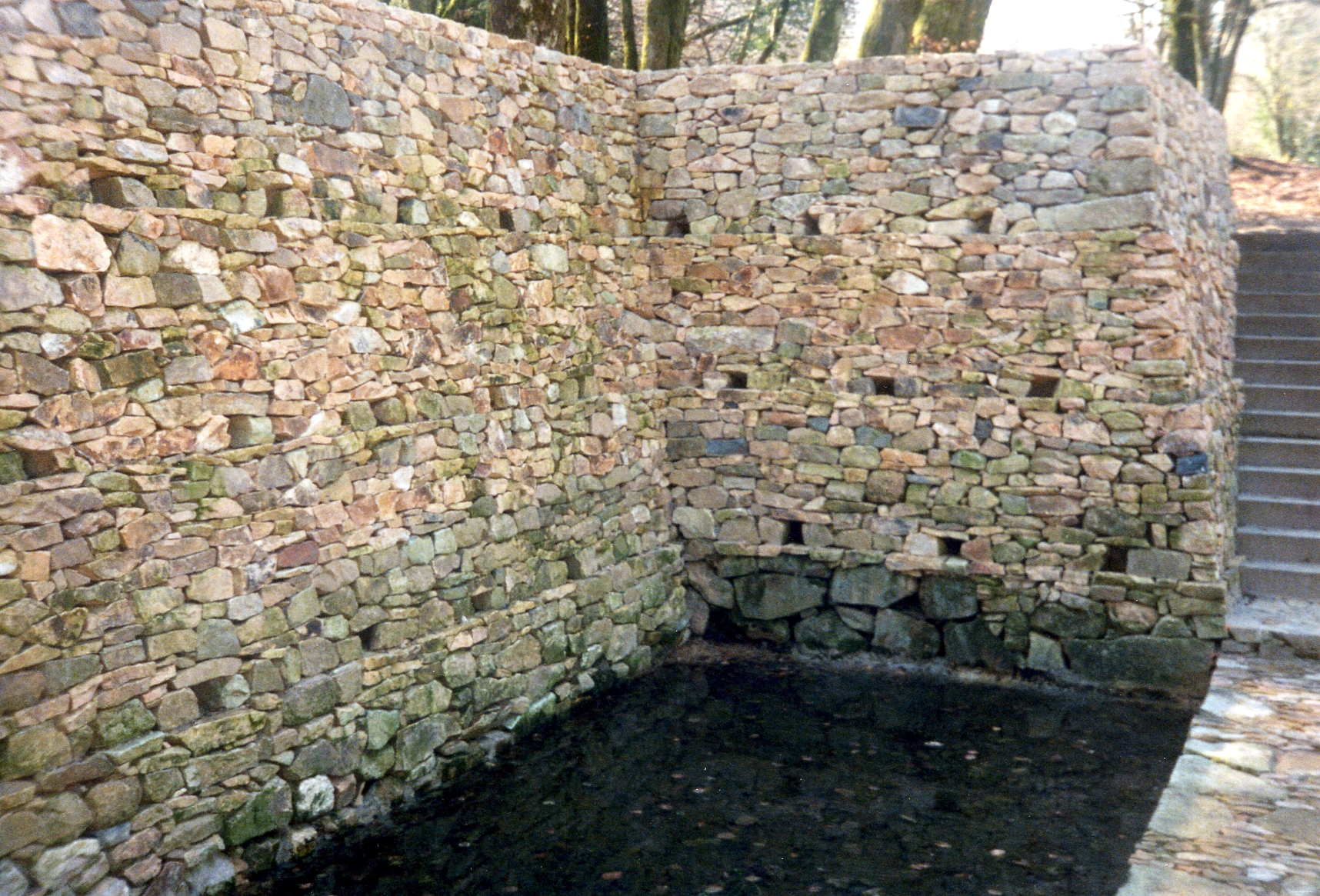
Restauración de la Fontaine Saint-Pierre.

El oppidum de Bibracte cuenta con una decena de manantiales y cinco fuentes en la ciudad, que datan de la época gala o galorromana. La fuente Saint-Pierre era un lugar de culto y de peregrinaje, en la que se han hallado monedas y exvotos.
En la cima del monte, ha sido sacado a la luz un espacio cultual celta (nemeton) de una hectárea, rodeado de una empalizada y de fosos concéntricos.
Bajo la capilla del siglo XIX, se descubrió en 1988 un templo galorromano.
A señalar, que el abandono de la ciudad antes del comienzo de la era cristiana no impidió el peregrinaje a estos lugares.

### Necrópolis
Situada sobre el actual aparcamiento del museo, la necrópolis ha sido objeto de numerosas operaciones de rescate tras la creación del museo y la desviación de la carretera. Se han hallado, sobre una superficie de 1,5 hectáreas, 70 enclaves funerarios (de incineración) provistos de una entrada en el este. Los lugares de cremación de los cuerpos se ubican un poco más al sur. También se han encontrado algunas urnas funerarias, probablemente los restos de una familia aristocrática al sur de la Puerta Rebout, más abajo de la ciudadela.
Es probable que se situaran otros cementerios en las antiguas vías de acceso al lugar, tal y como ocurre actualmente, pero no se ha realizado ningún intento para hallar los restos que prueben su existencia.

## Una ventana abierta al mundo celta

### Museo de la civilización celta

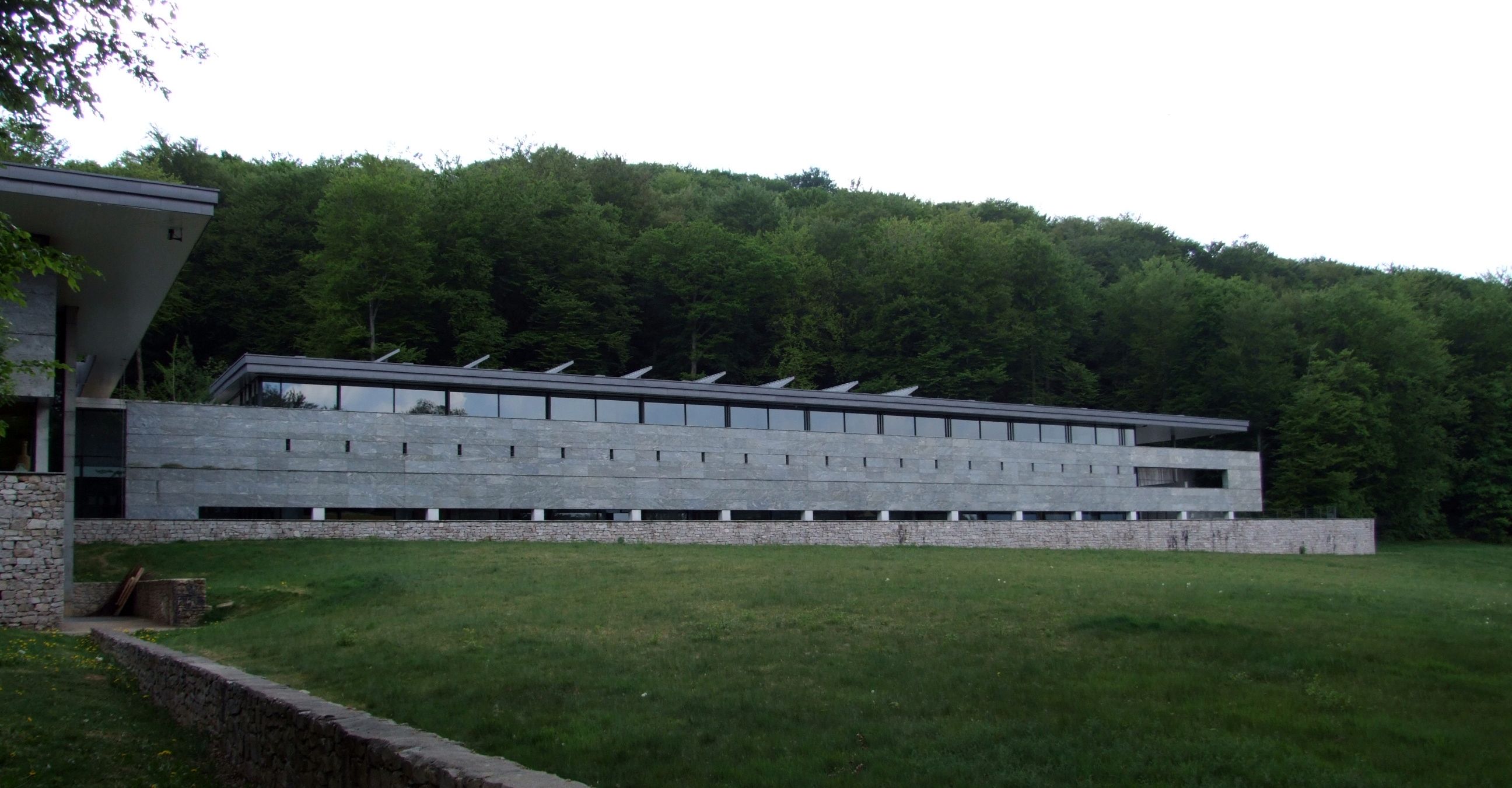
Museo de la civilización celta.

El lugar alberga el Museo de la civilización celta, construido por Pierre-Louis Faloci y abierto al público en 1996. Faloci es también el arquitecto encargado de la construcción del Centro de Investigación Europeo de Bibracte, abierto en 1994. Construcción arquitectónica: base de piedra tallada, muro pulido y tejado metálico. Las fachadas son grandes ventanales, uno está oculto por el muro (lado del valle), y el que está frente al yacimiento goza de patios disponibles a la mirada de los visitantes.
El museo posee pocas colecciones propias, por lo que las exposiciones se realizan con préstamos de otros museos. Durante unos años, el lugar expuso el Calendario de Coligny y el Caldero de Gundestrup.

#### Exposiciones permanentes
Los 2000 metros cuadrados de exposición se dividen en dos plantas. La 1.ª planta ofrece una visión del descubrimiento de la ubicación del oppidum en el contexto de la cultura celta europea. Los temas más importantes que trata son la guerra, la época de los oppida, el comercio con el Mediterráneo y la agricultura.
La planta baja, compuesta de varias habitaciones, describe la vida de los heduos que habitaban en Bibracte. Se exponen réplicas u objetos de la vida cotidiana; tales como joyas, urnas funerarias o herramientas artesanales.

#### Exposiciones temporales

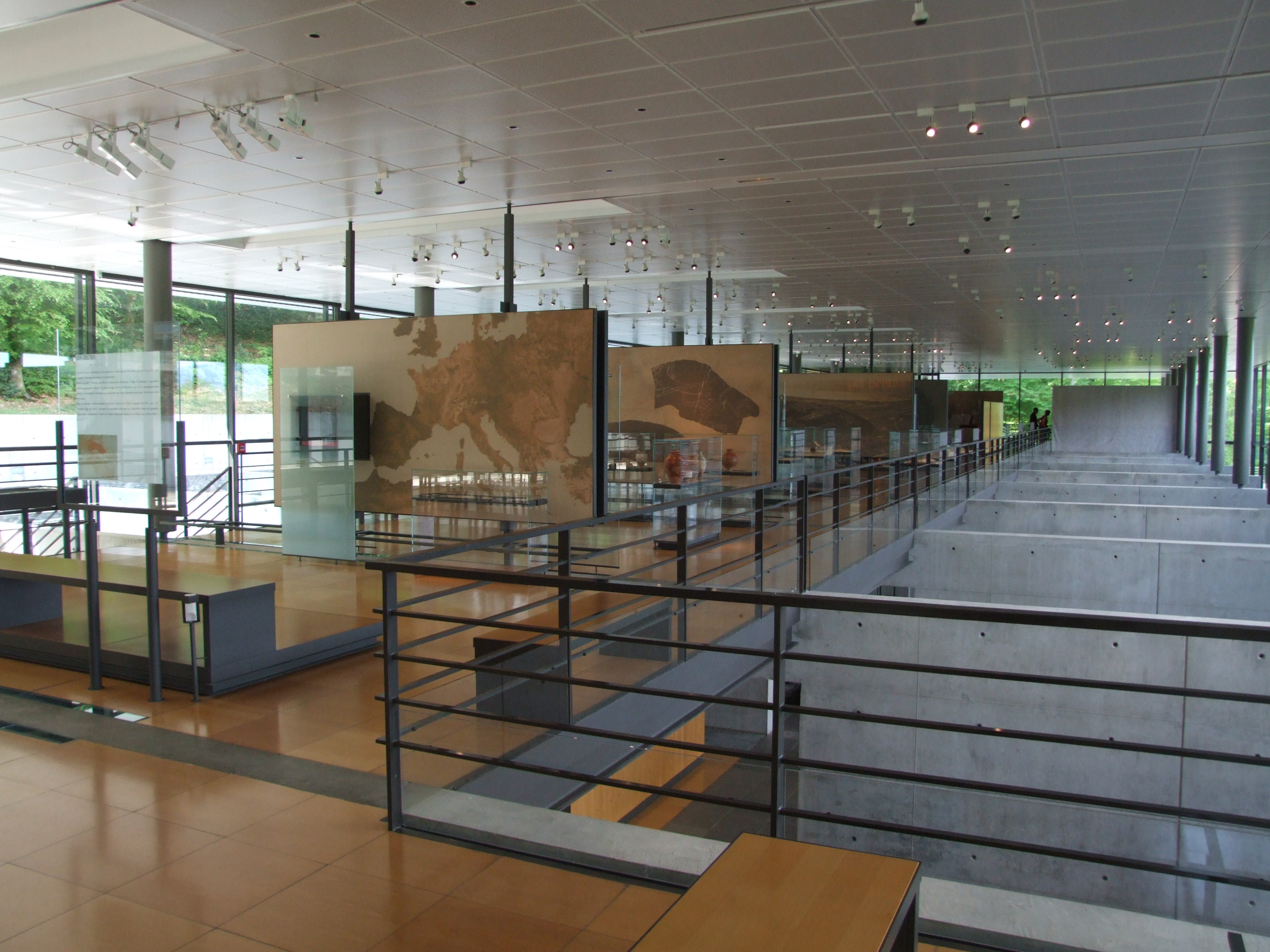
La colección del Museo de Bibracte.

Las exposiciones estivales se realizan igualmente en el interior del museo y tratan de un tema específico de la cultura celta.:
- 1995: La Europa de los celtas en tiempos de Bibracte.
- 1996: La historia vista desde el cielo.
- 1997: La civilización celta en Eslovenia.
- 1998: La frontera entre el Este y el Oeste.[39]
- 1999: Tumbas de los últimos aristócratas celtas.
- 2000: El druida galo.[40]
- 2001: Los tiempos de los galos en provincias.
- 2002: El rastro de César.
- 2003: Herreros y chatarreros.
- 2004: El oro blanco de Halstatt.
- 2005: El vino, néctar de los dioses.
- 2006: Tesoros de las mujeres.
- 2007: Ida y vuelta de Bibracte a Katmandú.

### Centro de investigación
Situado a cuatro kilómetros de Beuvray, en la comuna de Glux-en-Glenne (Nièvre), comprende una de las más importantes bibliotecas acerca de la civilización celta, aprovisionada regularmente por los trabajos de investigadores europeos. Aquí se encuentra un yacimiento arqueológico, el edificio administrativo del recinto arqueológico, diferentes centros de investigación, una sala de conferencias y, en la aldea, un comedor y varias casas.

## Controversia actual acerca de la situación geográfica de Bibracte
A pesar de la unanimidad de la comunidad científica europea en situar Bibracte en el Beuvray, ciertos historiadores defienden que ese lugar no fue jamás la capital de los heduos. Según este sector de la comunidad científica, Bibracte se localizaría en Mont-Saint-Vincent (Saona y Loira). Esta teoría se basa, entre otras cosas, en la ausencia de piezas heduas de oro entre las monedas encontradas en las excavaciones y en las pinturas cerámicas que corresponderían a los motivos animal y abstracto de otros pueblos celtas. Además, la situación geográfica del Beuvray, a 800 metros de altitud, con un relieve relativamente empinado, ofrecería unas condiciones muy desfavorables para la ubicación de una capital.
No obstante, las técnicas de excavación y las investigaciones científicas realizadas por expertos europeos refuerzan la teoría de que Bibracte se localizó en la cima del Beuvray.